# Park Narodowy Nabi Samuil

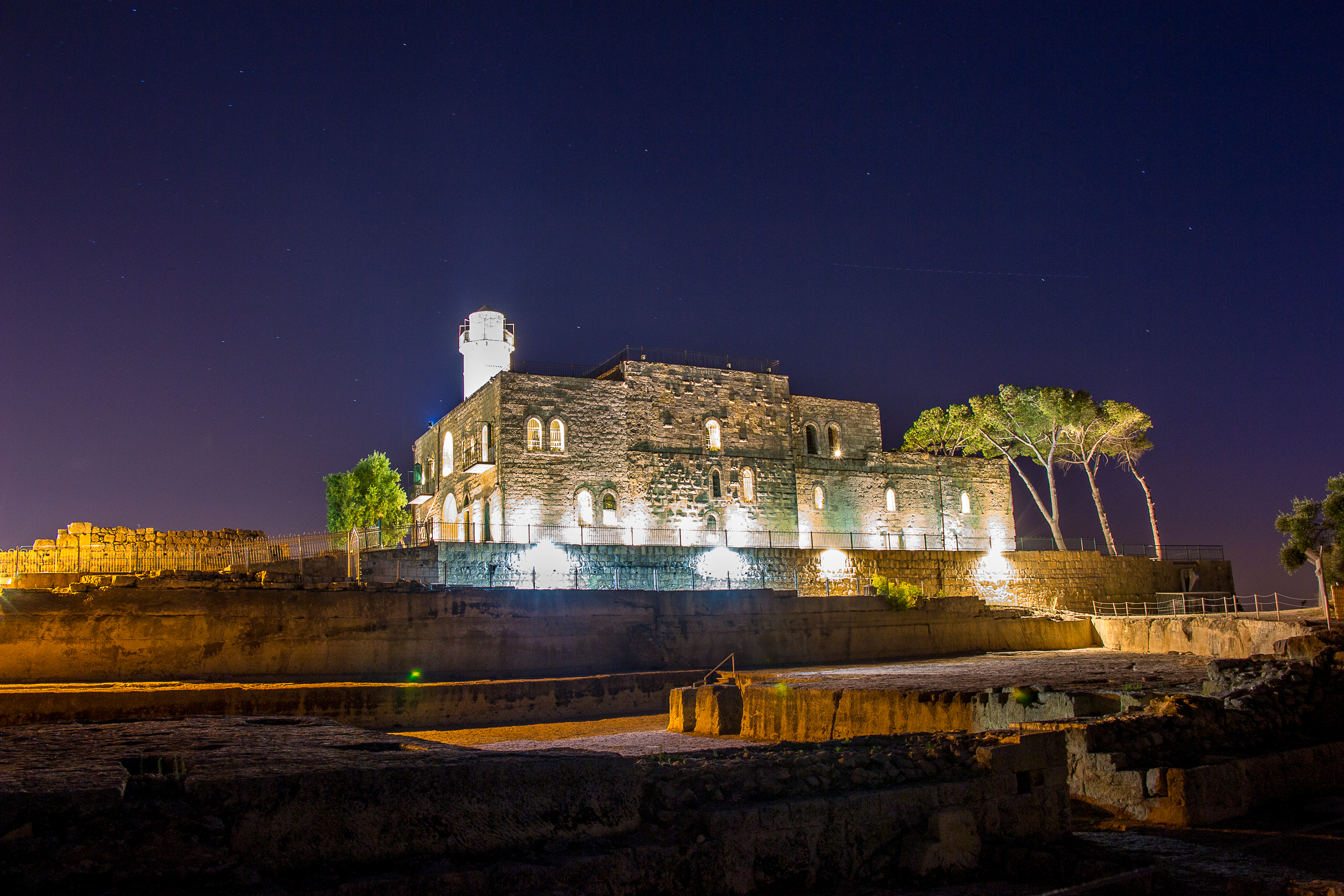
Nabi Samuel at night

Park Narodowy Nabi Samuil (hebr. גן לאומי נבי סמואל; ang. Nebi Samuel National Park) – park narodowy obejmujący park archeologiczny i grobowiec biblijnego proroka Samuela w wiosce Nabi Samuil w centralnej części Izraela.

## Położenie
Park Narodowy jest położony na szczycie wzgórza na wysokości 884 metrów n.p.m., w południowej części Samarii. Leży w Strefie C Autonomii Palestyńskiej, która znajduje się pod cywilną administracją Izraela. Na północ, wschód i zachód od wioski przebiega mur bezpieczeństwa, oddzielający terytorium Izraela od Autonomii Palestyńskiej - sama wioska leży po stronie izraelskiej. Ze wzgórza rozciąga się panorama na Jerozolimę.

## Historia
Najstarsze znaleziska archeologiczne odnalezione w Nabi Samuil pochodzą z czasów Świątyni Jerozolimskiej. W najstarszej warstwie odkryto skorupy glinianych wyrobów, które datuje się na przełom VII-VI wieku p.n.e. Na wschód od wzgórza znajduje się miejsce zidentyfikowane jako starożytne miasto Mispa. Kolejne znaleziska pochodzą z okresu hellenistycznego i czasów państwa Machabeuszy. To tutaj Juda Machabeusz przygotowywał się do wojny przeciwko Seleucydom. Odkryto pozostałości dużej dzielnicy mieszkaniowej pochodzącej z tego okresu. Są to dwa rzędy budynków położonych wzdłuż głównej ulicy, cysterny oraz mykwa wykuta w skale. Budynki wzniesiono z dużych kamieni wydobywanych na miejscu. Ściany wznosiły się do wysokości około 4 metrów. Wśród ruin odkryto ceramikę, monety i pozostałości żywności. Z okresu od połowy I wieku p.n.e. do V wieku n.e. brak jakichkolwiek znalezisk archeologicznych, co wskazuje na zniszczenie osady i brak osadnictwa ludzkiego w tym czasie.
Według lokalnej tradycji znajduje się tutaj grób proroka Samuela, od którego wioska otrzymała swoją nazwę - chociaż według Biblii Samuel został pochowany w miejscowości Rama Tradycyjny grób proroka Samuela znajduje się w podpiwniczeniu tutejszego meczetu. Sam budynek pierwotnie był klasztorem, służącym chrześcijańskim pielgrzymom zmierzającym do Jerozolimy. Został on wzniesiony w okresie panowania Bizancjum, a następnie odrestaurowany i powiększony w VI wieku. Z okresu tego pochodzi wiele odnalezionej ceramiki, a także cztery duże piece ceramiczne. Wydaje się, że Nabi Samuil była wówczas ważnym ośrodkiem garncarstwa i ceramiki. Od tego czasu miejsce jest celem pielgrzymek chrześcijan, muzułmanów i Żydów. Gdy w 1099 roku Krzyżowcy podbili Palestynę, z tutejszego wzgórza po raz pierwszy ujrzeli Jerozolimę. Z tego powodu miejsce to nazwali Szczęśliwa Góra. Następnie wznieśli tutaj obronny zamek Mont de Joie, który ochraniał Jerozolimę od północy. Budowa zamku przebiegała etapami, co znajduje swoje odzwierciedlenie w kolejnych warstwach archeologicznych. Wokół zamku wykopano szeroką i głęboką fosę. W XII wieku żydowski podróżnik Beniamin z Tudeli napisał, że krzyżowcy znaleźli na cmentarzu żydowskim w mieście Ramla kości proroka Samuela i pochowali je w specjalnie wzniesionym w tym celu kościele pod wezwaniem św. Samuela położonym na wzgórzu z widokiem na Jerozolimę. Król jerozolimski Baldwin II powierzył Nabi Samuil Zakonowi Cystersów, którzy wybudowali tutaj klasztor. Następnie, w latach 20. XII wieku przekazali go Zakonowi Norbertan. W latach 1141–1144 utworzyli oni tutaj opactwo, a w 1157 roku wznieśli kościół nad grobem proroka Samuela. Gdy w 1187 roku Saladyn podbił większość Palestyny, tutejszy kościół został przekształcony w meczet. Tutejszy meczet i miejsce pochówku proroka Samuela było celem tradycyjnych pielgrzymek żydowskich, które docierały do Nabi Samuil w kwietniu i maju każdego roku. W ten sposób Nabi Samuil rozwijało się jako coraz ważniejszy ośrodek kultu religijnego muzułmańsko-judaistycznego. W XV wieku Żydzi wybudowali własną synagogę w sąsiedztwie meczetu. Chociaż od czasu do czasu napotykali na trudności w odwiedzaniu sanktuarium, to władze osmańskie nakazały karać każdego, kto uniemożliwia lub utrudnia żydowską pielgrzymkę do Nabi Samuil. W XVIII wieku z wioski wygnano Żydów, zakazując im nawet modlenia się przy grobie proroka. Wejście do grobowca zostało wówczas zamknięte, a na miejscu zamku krzyżowców wzniesiono duży meczet z wieżą minaretu. Z czasem zezwolono nielicznym Żydom, po uiszczeniu stosownej opłaty, odwiedzać miejsce i modlić się. Podczas I wojny światowej w 1917 roku wioska została poważnie zniszczona od ognia tureckiej artylerii. W 1921 roku wioska została odbudowana, a osmański meczet przywrócony społeczności muzułmańskiej.
Podczas wojny sześciodniowej w 1967 roku wioskę zajęły wojska izraelskie. Nabi Samuil znalazła się na okupowanym przez Izrael terytorium Zachodniego Brzegu Jordanu. W wyniku zawartego w 1993 roku Porozumienia z Oslo, utworzono Autonomię Palestyńską. Wioska Nabi Samuil weszła wówczas w skład Strefy C, w której cywilną administrację oraz sprawy bezpieczeństwa sprawowali Izraelczycy. Ich kolejne działania budziły liczne kontrowersje, jednak władze izraelskie usprawiedliwiają swoją politykę twierdzeniem, że ich działania mają na celu zachowanie historycznego i religijnego charakteru Nabi Samuil.

## Park Narodowy
Park Narodowy Nabi Samuil został utworzony 1 sierpnia 1998 roku. Zajmuje on prawie cały obszar wzgórza o powierzchni 3500 ha. Park chroni tutejsze stanowisko archeologiczne oraz grobowiec proroka Samuela. Północne i zachodnie zbocza wzgórza porasta las sosnowy i cyprysowy. Pozostałą część obszaru stanowią tereny skaliste, a w północno-wschodniej części parku jest położona niewielka wioska Nabi Samuil. Została ona włączona w obszar parku, w wyniku czego zakazano w niej prowadzenia wszelkich prac budowlanych bez stosownych zezwoleń. Na stokach wzgórza znajduje się kilka niewielkich źródeł, które dają początek strumieniom.
Budynek dawnego meczetu wzniesiono na podstawie fortecy krzyżowców. Grobowiec proroka Samuela został wykuty w skale pod głównym budynkiem. Prowadzą do niego wąskie schody. Całość budynku przeszła kapitalny remont w XX wieku. W górnej części urządzono pomieszczenie na muzułmańskie modlitwy, podczas gdy grobowiec jest przeznaczony na żydowskie modlitwy. Istnieje możliwość wejścia na dach meczetu, skąd rozciąga się widok na całą okolicę.

### Turystyka
Teren parku jest dostępny przez cały rok. Zwiedzanie zajmuje około godziny. Osobom pragnącym odwiedzić grobowiec proroka Samuela zaleca się odpowiednie skromne ubranie. Grób jest otwarty na modlitwy od niedzieli do środy przez większość dnia, z wyjątkiem godzin od 2:00 do 4:00 rano. Szczególnym dniem modlitw jest 28 ijar, tradycyjnie obchodzony jako rocznica śmierci proroka Samuela. Dla zwiedzających grobowiec jest udostępniony w czwartek i piątek od godz. 4:00 rano do rozpoczęcia szabatu. Teren parku archeologicznego jest otwarty przez cały rok w godzinach od 8:00 do 16:00. Istnieje możliwość zarezerwowania zwiedzania z przewodnikiem. Ze wzgórza rozciąga się malownicza panorama Jerozolimy. W pobliżu w 2009 roku utworzono Rezerwat przyrody Alloni Szemu’el. Obejmuje on powierzchnię 15 ha, na których objęto ochroną największe w kraju dęby.